# Cirolana somalia
Cirolana somalia är en kräftdjursart som beskrevs av Marilyn Schotte och Brian Frederick Kensley 2005. Cirolana somalia ingår i släktet Cirolana och familjen Cirolanidae.
Artens utbredningsområde är Somalia. Inga underarter finns listade i Catalogue of Life.